# Heinz Lilienthal

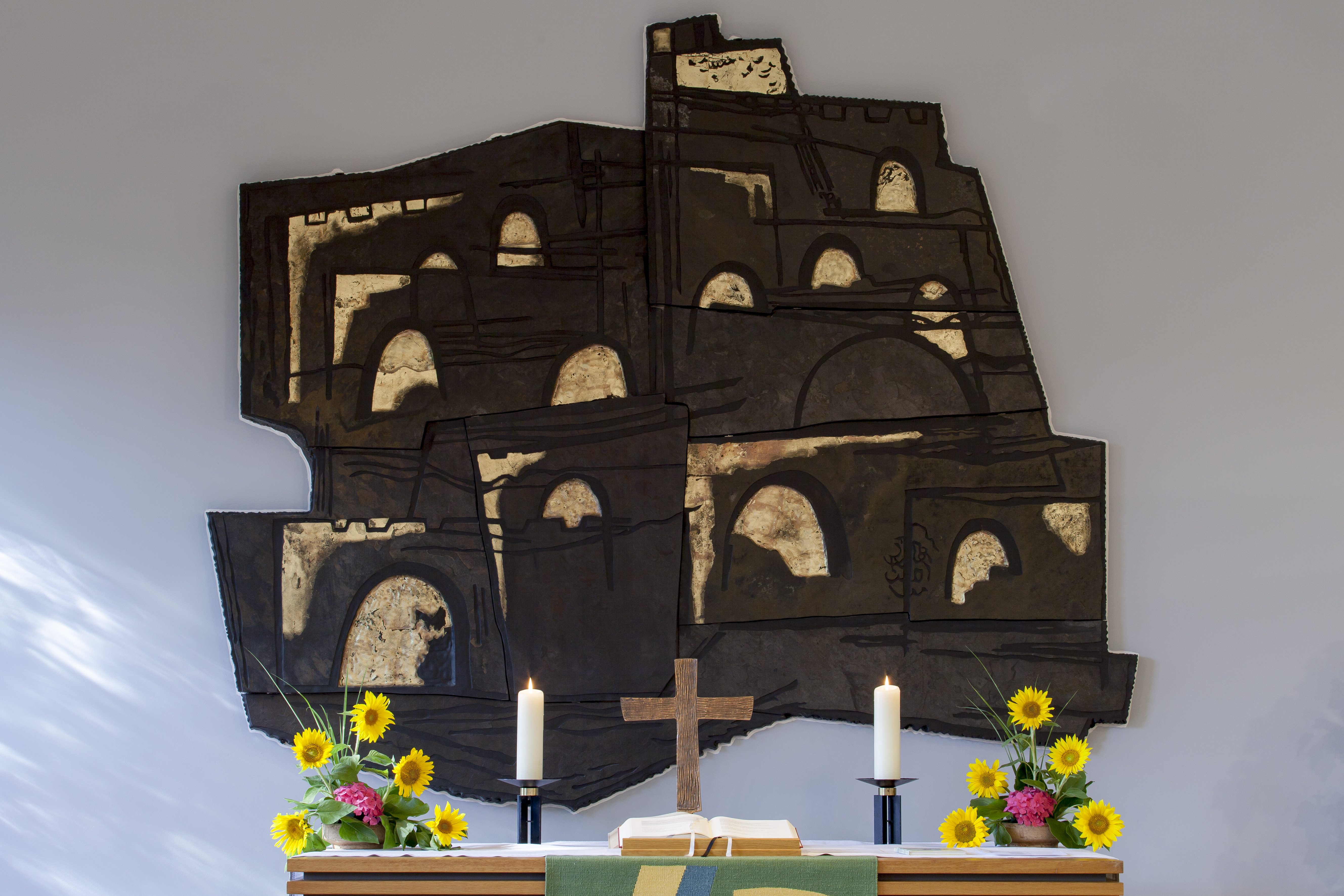
Das 1972 von Lilienthal geschaffene Altarbild der evangelisch-lutherischen Pauluskirche in Melle.

Heinz Lilienthal (* 25. April 1927 in Neidenburg in Ostpreußen; † 6. Juni 2006 in Javea, Spanien) war einer der für den Kirchenbau der Nachkriegsjahre wegweisenden deutschen Glasmaler. Darüber hinaus entwarf er Wanddekorationen in Metall, Holz und Beton, richtete Schiffe für die griechischen Reeder Aristoteles Onassis und Stavros Niarchos ein und wurde schließlich erfolgreicher Designer von Tischmöbeln.

## Leben
Lilienthals erster Berufswunsch war Marineoffizier, so trat er in die Marine ein und besuchte in Folge die Marineschule Mürwik ein. Im Zweiten Weltkrieg erlebte er unter anderem die Bombenangriffe auf Kiel und Wilhelmshaven. Er gehörte zu der Generation junger Männer, die die Wehrmacht in die aussichtslosen Abwehrkämpfe nach Pommern und in die Schlacht um Berlin schickte. Schließlich kam er in britische Kriegsgefangenschaft. Nach dem Krieg versammelte sich die aus Ostpreußen geflohene Familie Lilienthals in Bremen, wo der älteste Bruder eine Anlaufstelle bot. Dieser hatte noch zu Friedenszeiten in der Hansestadt eine Anstellung gefunden. Lilienthal begann hier zu zeichnen. Seine Zeichnungen und Aquarelle fanden bald Liebhaber, die im Tauschhandel der Nachkriegszeit eine Skizze des Weserufers gegen ein Kilogramm Kartoffeln oder ein Dutzend Eier erwarben.

### Ausbildung
Nach einem Baupraktikum wurde Lilienthal Schüler an der 1946 gegründeten Staatlichen Kunstschule – Meisterschule für das gestaltende Handwerk. Bevor das Semester beginnen konnte, räumten Dozenten und Schüler gemeinsam die Trümmer des im Krieg beschädigten Gebäudes. Lilienthals Lehrer waren Walter Ohlsen und August Welp, die Zeichnen, Malen und „dekorative Malerei“ unterrichteten. Als einziger Schüler hatte Lilienthal sich für das Fach Glasmalerei entschieden.

### Einstieg in den Beruf
Noch während des Studiums bewarb sich Lilienthal 1949 um seinen ersten Auftrag. Es handelte sich um die Reparatur des im Krieg zerstörten Fenster der evangelischen Kirchengemeinde in seinem Heimatort Bremen-Blumenthal. Ein Zusammentreffen mit dem Konsistorialbaumeister der Evangelischen Landeskirche in Hannover, dem Architekten Ernst Witt (1898–1971), erwies sich für Lilienthal als wegweisend für die Zukunft. Witt war auf der Suche nach jungen Künstlern, die den Wunsch der Gemeinden nach neuzeitlichen und dennoch spirituellen Kirchenfenstern befriedigen konnten. Daraufhin erklärte Lilienthal sein Studium für beendet. Er richtete einen ersten Arbeitsraum in der Bremer Händelstraße ein, im Haus der Eltern einer Mitstudentin und späteren Ehefrau.

## Werk

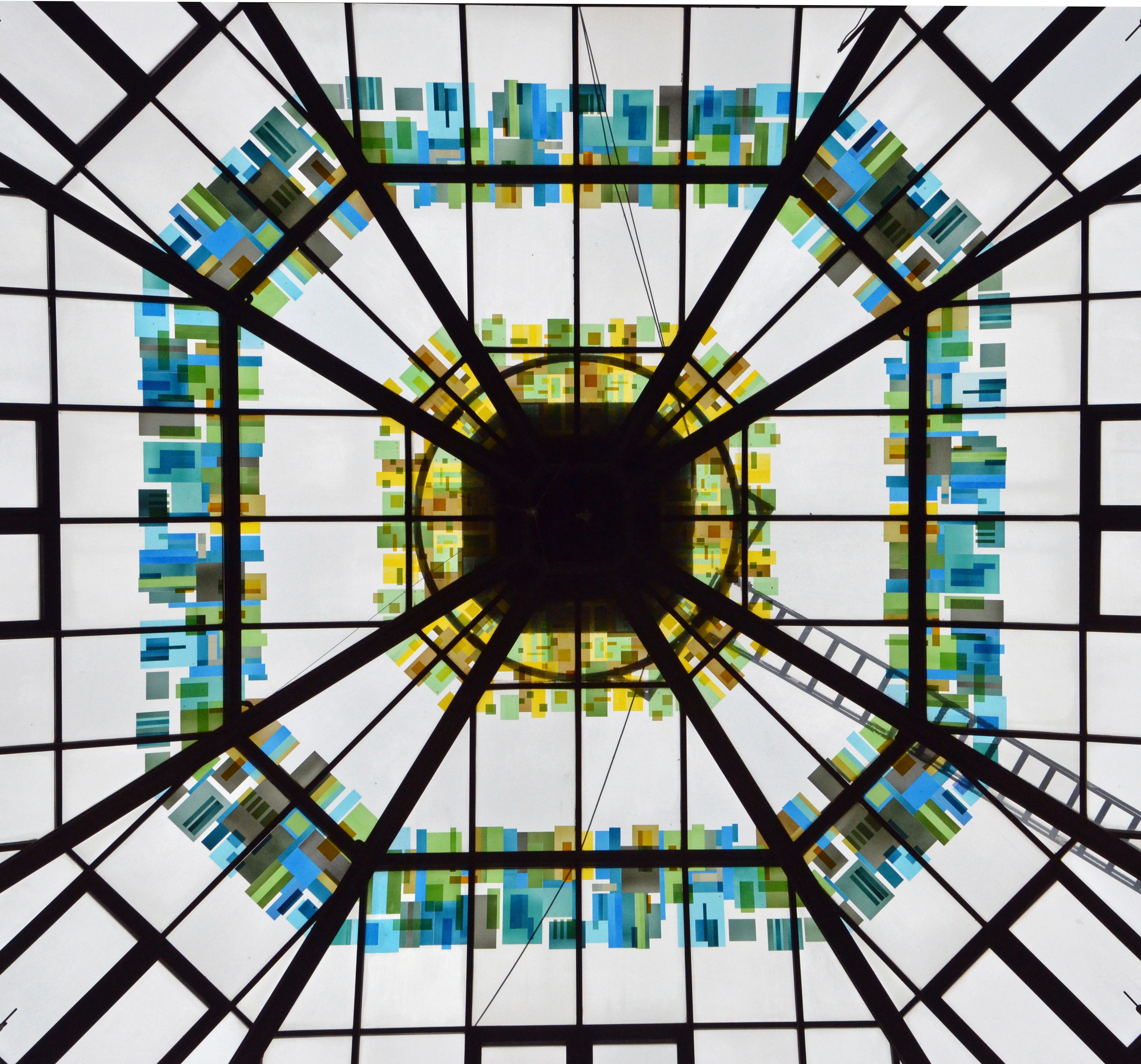
Glasdach von Heinz Lilienthal in der Düsseldorfer Kö-Galerie

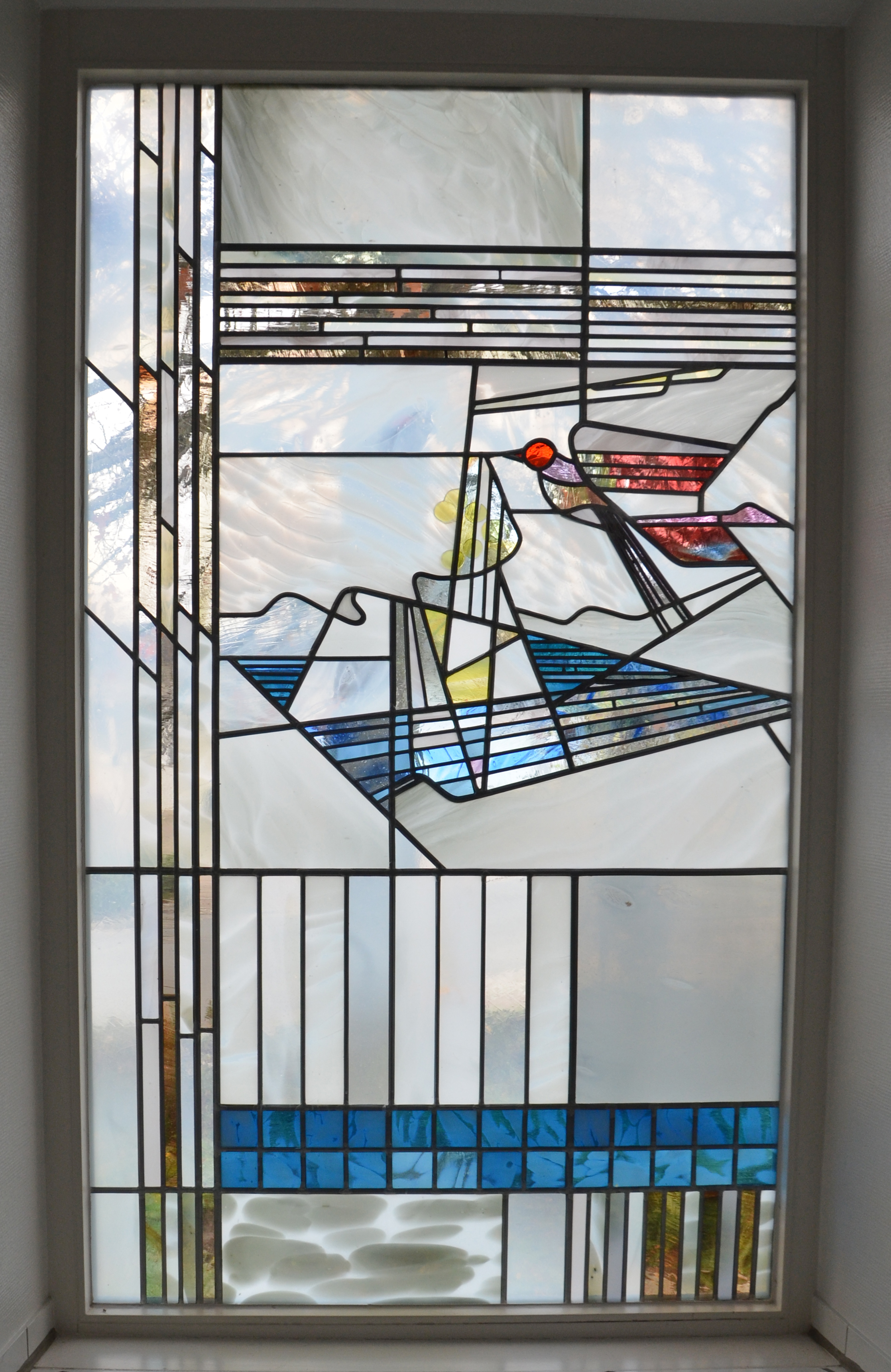
Glasfenster von Heinz Lilienthal in einem Wohnhaus (Bassum)

Kirchenfenster von Heinz Lilienthal in der Ev. Paul-Gerhardt-Kirche in Unna-Königsborn

Lilienthal machte sich selbstständig und gründete 1952 das Atelier für kirchliche Kunst in Bremen-Lesum. Für die Herstellung der Kirchenfenster bediente er sich sowohl der klassischen Bleiverglasung als auch der erst in der ersten Hälfte des 20. Jahrhunderts entwickelten Technik der Betonverglasung. Letztere sollte die größere Bedeutung für sein Werk erlangen. Stilistisch sind sowohl gegenständliche als auch völlig abstrakte Darstellungen in seinem Werk vorhanden und zwar auch in einem einzigen Bauwerk in harmonischer Koexistenz.
Zusätzlich zu den Glasmalereien erarbeitete sich Lilienthal weitere gestalterische Tätigkeitsfelder. So schuf er schuf Mosaike, entwarf Tischmöbel und experimentierte seit den 1960er Jahren mit den Materialien Metall, Beton, Naturstein und Holz für großangelegte Wandgestaltungen sowohl im Innen- als auch im Außenbereich. Er fand zu einem künstlerischen Ausdruck, der vom Kontrast zwischen kreisrunden und linearen Formen sowie hellen und dunklen Materialien lebt. Seine innovative Metallschmelzarbeiten bescherten ihm Anerkennung im In- und Ausland.

### Glasmalerei
Seine ersten Arbeiten entstanden in Bremen in Zusammenarbeit mit dem Architekten Eberhard Gildemeister. Es handelte sich um die Fenster der evangelisch-methodistischen Erlöserkirche in Bremen-Schwachhausen und der Rembertikirche. 1952 schuf er Fenster für St. Sylvester in Quakenbrück, in Bremerhaven für die Pauluskirche in Lehe und die Christuskirche Bremerhaven-Geestemünde. In Kiel gestaltete er 1956 die Fenster der vom Architekten Gerhard Langmaack wiederaufgebauten Nikolaikirche mit der Glasmalerei „Der versinkende Petrus“.
Weitere Werke:
- Evangelische Kirche in Bergkamen
- Katholische Kirche St. Hedwig in Bevern bei Holzminden
- Kirche St. Petrus in Quakenbrück–Neustadt
- Friedhofskapelle in Vahlde
- Taufkapelle der Evangelischen Kirche in Altenhagen
- Friedhofskapelle in Wagenfeld
- Altenwohnheim in Seesen
- Evangelische Inselkirche auf Spiekeroog
- Eingangshalle der Handwerkskammer Bremen
- Martin-Luther-Kirche in Hannover-Ahlem
- Kirche in Bad Oeynhausen-Dehme
- Evangelische Kirche in Wehrda bei Marburg[1]
- Petruskirche in Ovelgönne bei Hambühren
- Lobetalarbeit, Heime und Einrichtungen für Behinderte e. V. in Celle
- Biologische Bundesanstalt für Land- und Forstwirtschaft in Braunschweig
- Stephanskirche in Schenefeld (Kreis Pinneberg)
- Jakobi-Kirche in Rinteln
- Altarraum der Felicianus-Kirche in Kirchweyhe
- Ostgiebelwand der Kirche in Nordwohlde
- Evangelische Paul-Gerhardt-Kirche in Unna-Königsborn
- St.-Petri-Kirche in Wilstedt
- Christus-Kapelle in Soltendieck[2]

### Mosaik
Neben der Glasmalerei arbeitete Lilienthal an Mosaiken, beispielsweise für die Christuskirche in Spradow bei Bielefeld, die Christuskirche in Uelzen und die Kirche von Leybuchtpolder, Kreis Norden (Ostfriesland).

### Holzintarsien
- Sparkasse in Bremen-Lesum
- Autobahnraststätte Oldenburg-Wardenburg

### Metallwände
Für die Inneneinrichtung von Schiffen suchten die griechischen Großreeder Onassis und Niarchos nach feuerfesten Lösungen. Lilienthal entwarf für ihre Luxusliner aus Stahl und metallbeschichteten Materialien Gestaltungselemente für den Innenraum. Die Auseinandersetzung mit dem Metall als künstlerischen Werkstoff setzte er in der Folge auch für die Gestaltung an Land ein.
- Stadtpark Nürnberg (1970)
- Physikalisch-Technische Bundesanstalt, Braunschweig
- Tierärztliche Hochschule Hannover, Dreier-Institut

### Naturstein
- Landesversicherungsanstalt in Hannover: Außenwand im Eingangsbereich
- Elisabethschule Marburg (1978)
- Knappschaftskrankenhaus in Recklinghausen (1982)
- Altarbild der ev.-luth. Paulusgemeinde Melle

### Plastiken
- Bundesanstalt für Geowissenschaften und Rohstoffe in Hannover (1978)

### Reliefs in Beton
- Außenwand des Lesumsperrwerkes in Bremen
- Sparkasse Versmold
- Kirche in Bremen-Ellenerbrook
- ehemaliges Zollamt in Wilhelmshaven

### Tisch-Design
Einen Namen machte sich Lilienthal auch als Entwerfer/Konstrukteur von Tischmöbeln für Unternehmen.

### Nachlass
Der künstlerische Nachlass Lilienthals wurde 2008 an das „Forum für Nachlässe von Künstlerinnen und Künstlern e. V., Hamburg“ übergeben.

## Ausstellungen
Seit 1950 nahm Lilienthal an zahlreichen Ausstellungen teil, etwa 1964 an der internationalen Sonderschau „Das beste Glasbild“.
- Heinz Lilienthal (1927–2006). Kunst am Bau in Glas, Stein, Beton und Metall. Künstlerhaus Sootbörn, Hamburg (Veranstalter: Forum für Nachlässe von Künstlerinnen und Künstlern). 7. Juni bis 28. Juni 2009.

## Ehrungen
- 1965 Bayerischer Staatspreis und Goldmedaille
- 1970 Preis der Sparkasse Bremen